# Ectemnonotum montanum
Ectemnonotum montanum är en insektsart som beskrevs av Victor Lallemand 1932. Ectemnonotum montanum ingår i släktet Ectemnonotum och familjen spottstritar. Inga underarter finns listade i Catalogue of Life.